# Grabkisten in Nordeuropa
Es gibt zwei Arten von Steingräbern, die als nordeuropäische Grabkisten bezeichnet werden. Sowohl zeitlich als auch räumlich liegen sie indes weit auseinander. Die älteren sind stein-bronzezeitlich und kommen vor allem in Dänemark vor. Die jüngeren sind frühmittelalterlich und kommen vor allem in Schweden vor.

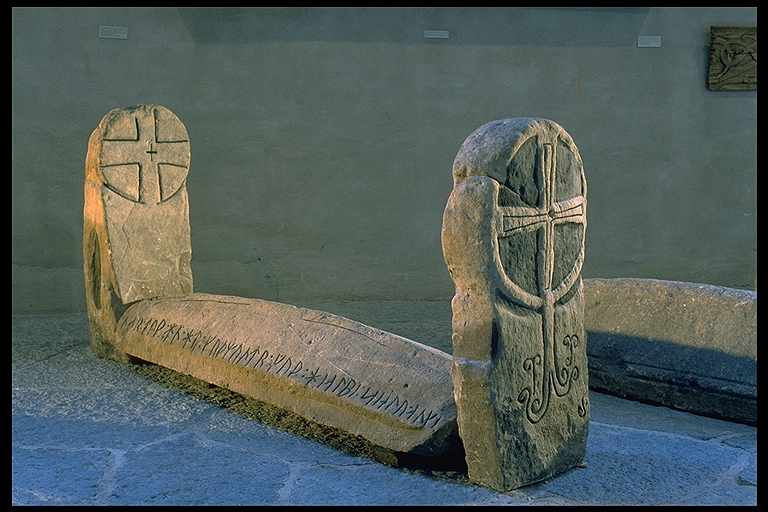
Grabkiste von Vrigstad mit Runeninschrift Sm 83

## Die älteren Grabkisten

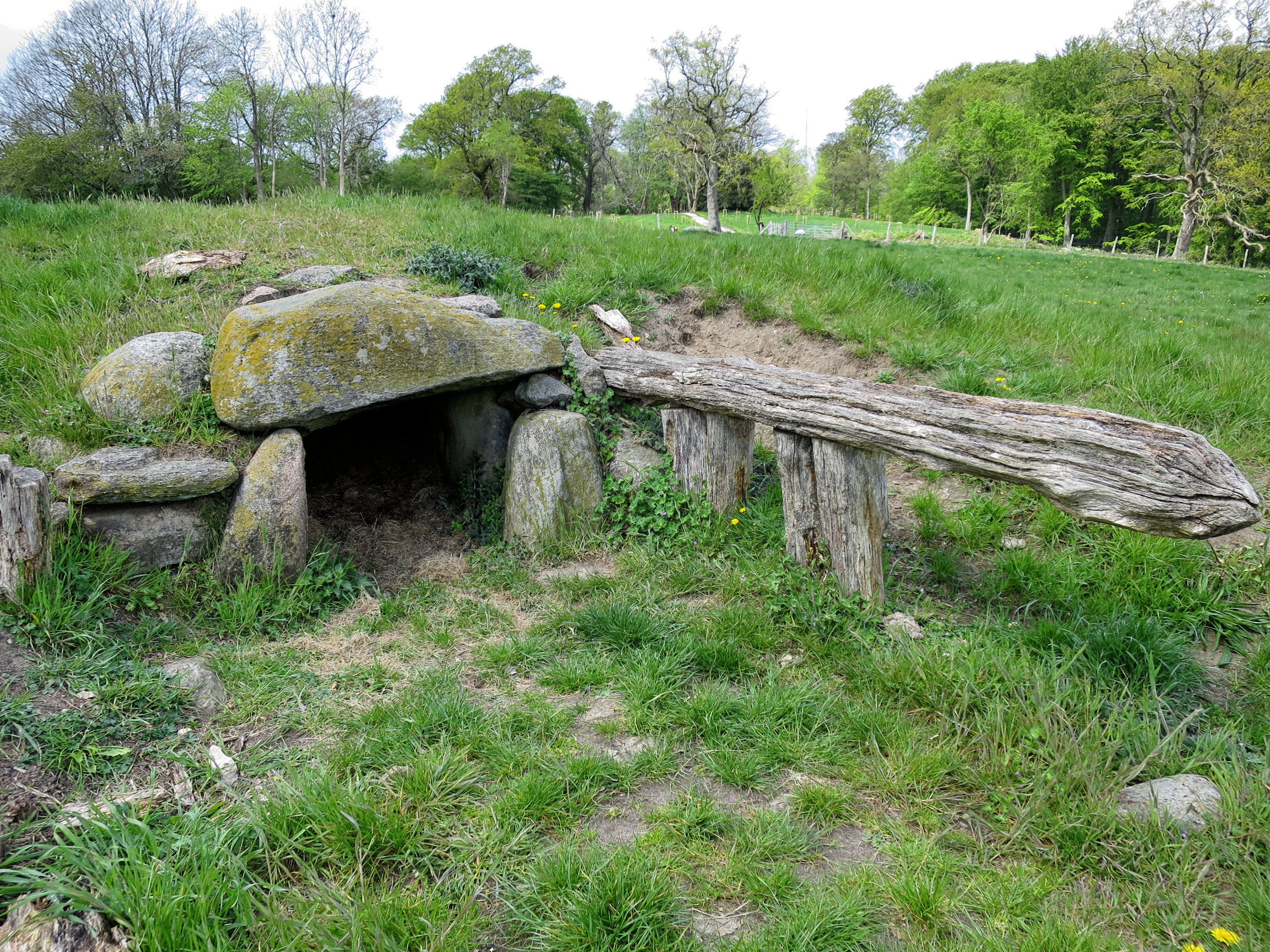
Grabkiste von Kobberup

Die von den Schnurkeramikern (früher Streitaxtvolk genannt) errichteten Steingräber wurden aus schweren, leicht gespaltenen Blöcken errichtet, wie man sie auch für die jüngeren Dolmen verwendete. Der Grundplan ist, wie bei vielen Dolmen viereckig oder birnenförmig. In der Verlängerung der Kammer setzt ein kurzer, nach Süden weisender Gang mit einem Schwellenstein an. Diese Identität führte dazu, dass man die Grabkisten, die bei der Gestaltung des Ganges, der Vielzahl der Decksteine und dem Grabhügel von den Steingräbern der Trichterbecherkultur (TBK) beeinflusst wurden, als letzte Entwicklung der Dolmen auffasst. Grabkisten enthalten selten mehrere Bestattungen. 
Sie sind unter dem flachen Boden angelegt und stammen aus der Stein-, Bronze- und Eisenzeit. 
Steinkisten treten in der letzten Periode der Steinzeit in Dänemark und Südschweden gemeinsam auf. In Norwegen kennt man sie vom Mjeltehaugen in West-Norwegen, und vom Regehaugene sowie aus der Gegend um den Oslofjord. Die Größe haben Längen bis zu 3,6 m und wurden für gemeinsame Bestattungen verwendet. Die letzte Periode mit Grabkisten in Norwegen ist das 2. bis 5. Jahrhundert n. Chr. Die Grabkiste an der Løvel Vandmølle stammt aus der Eisenzeit.

## Verbreitung
Sie waren am Ende der Steinzeit 65 mal, insbesondere in Himmerland aber auch im übrigen Dänemark (Grabkiste von Bjerreby auf Tåsinge, Grabkiste im Gadehøj, Grabkiste von Kobberup, Svalhøjgård bei Vive, Grabkiste von Vibjerg bei Ølsted auf Seeland), in Südschweden und Norwegen (Hylligrava) verbreitet. In Norwegen wurden die meisten der 12 Grabkisten im Mjeltehaugen auf Giske in Sunnmøre, im Regehaugene und in Time in Jæren gefunden. Die meisten anderen sind aus der Gegend um den Oslofjord bekannt. Später finden sich Grabkisten in Grabhügeln der Frühbronzezeit. Die Größe variiert von zwei bis sechs Metern.
Die großen nordjütischen Grabkisten (dänisch Bøstrup-kisterne) wurden häufig aus dünnen, gespaltenen Steinen erbaut. Ihre geräumigen Kammern, in denen man bis zu zehn Tote fand, messen oft drei Meter in der Länge und 1,5–2,0 m in der Breite. Sie werden von drei bis vier Steinplatten bedeckt, während der kurze, etwa ein-mal-ein Meter messende Gang mit einem einzigen Deckstein bedeckt ist. Die Grabkisten mit besonderem Zugang, mit Rahmensteinen und Schwellenstein und einer großen geräumigen Kammer, deren Decke bei einer nordjütländischen Kiste von einem Steinpfosten getragen wird, erinnern an Häuser. Daher wurde der Gedanke geäußert, dass man mit diesem Grabtyp die Wohnung der Lebenden nachgeahmt hat, jenen Typ, den man Megaronhaus nennt, das den Grundplan früher griechischer Tempel aufweist. Dass man zu dieser Zeit Gräber in der gleichen Form aus Holz aufgeführt hat, macht die Verwandtschaft mit der Wohnung wahrscheinlicher. Aus der bronzezeitlichen Periode, stammen die letzten Grabkisten (Grabkiste im Gadehøj) und eine verwandte Form, die man als Steinkisten bezeichnet.
Die ältesten Grabkisten wurden bei Orebygård auf Lolland, bei Løjt am Apenrader Fjord (Myrpold), am Vejle Fjord, in Himmerland und den angrenzenden Gebieten Jütlands gefunden, von wo man sie häufig als späte Typen kennt. Dass nur wenige Grabkisten auf den dänischen Inseln errichtet wurden, rührt daher, dass hier in großem Umfang die vorhandenen Megalithanlagen nachgenutzt wurden, da die schnurkeramische Besiedlung der Inseln etwas später einsetzte. Die Grabkisten der Inseln sind ganglos und nord-süd ausgerichtet.
In den ältesten Grabkisten bestehen die Beigaben aus Äxten, Bernsteinschmuck und verzierten Tongefäßen. In den jüngeren Kisten wird die Axt vom Flintdolch, von Pfeilspitzen und unverzierten Tonbechern abgelöst.

## Schwedische Grabkisten
Die schwedische Grabkiste (schwedisch Gravkistan) ist eine seltene Bestattungsform die vom 6. bis 12. Jahrhundert n. Chr. vorkommt und in der älteren Form mit der Christianisierung verschwindet. Die Monumente wurden auf Gotland auf heidnischen Friedhöfen und auf dem Festland (vermutlich umgesetzt) auch in Kirchen gefunden.

### Abgrenzung
Diese Grabkisten sind nicht zu verwechseln mit den viel häufigeren, älteren und weiter verbreiteten Steinkisten oder mit Runen- oder Bildsteinen mit denen sie verschiedene Komponenten teilen. Es gibt sie in der „mittelschwedisch-festländischen“, dort als „Vikingastilskista“ (Wikingerstilkiste) und z. B. in Eskilstuna als Eskilstunakistan bezeichnet, und in der „gotländischen“ Form.

### Gotland

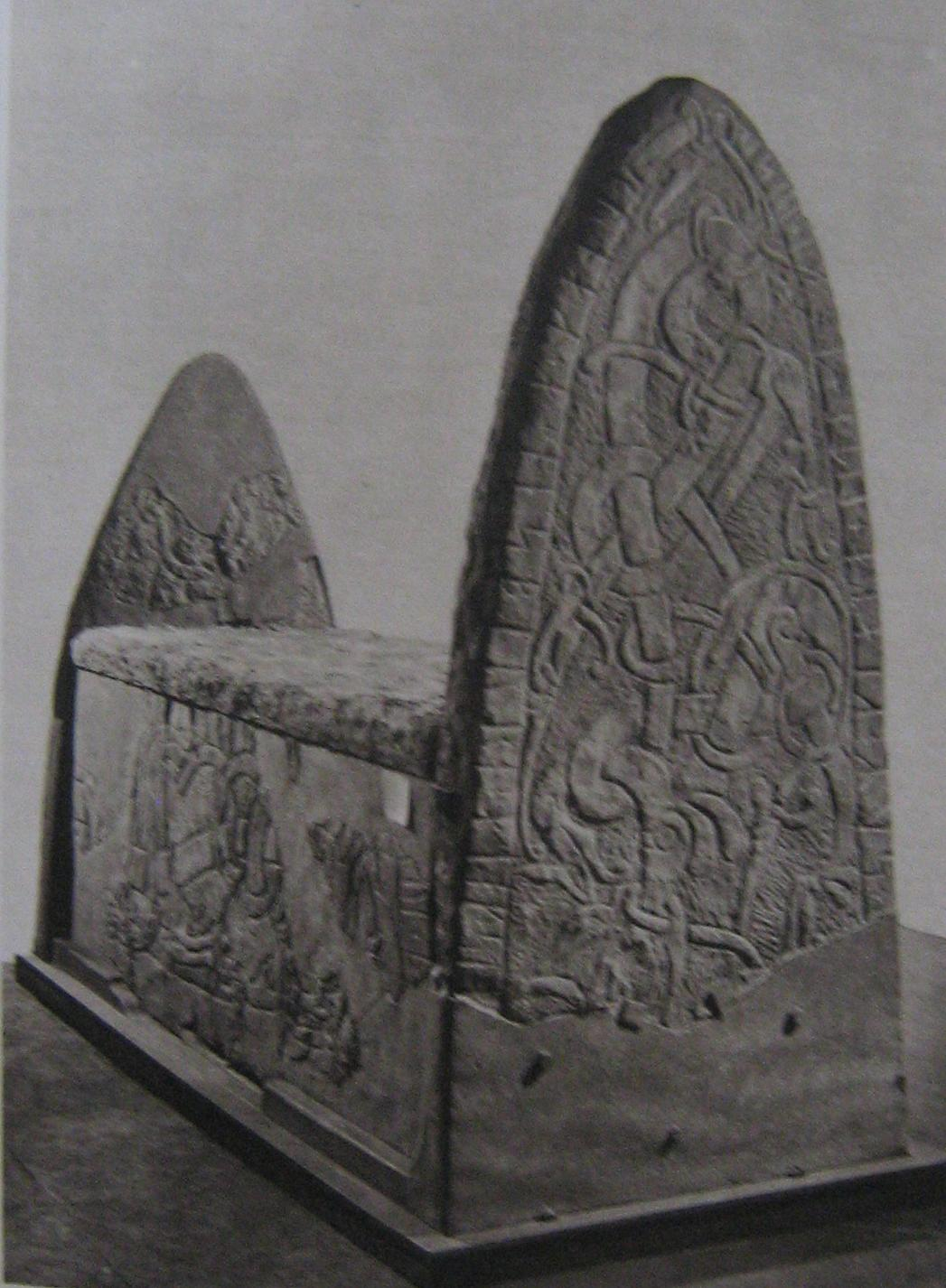
Grabkiste von Eskilstuna (Festland)

Ähnlich wie die Bildsteine bilden sie eine typische, allerdings nur die lithische Komponente betreffend einheitliche Denkmalsform. Die glatt gearbeiteten Steine der Grabkiste haben 50 bis 85 cm breite Stirnseiten und sind in der Höhe etwas geringer. Sie haben gerade Kanten und auch auf den Längsseiten ein aufgewölbtes Mittelteil und kleinere separierte Erhöhungen an den Ecken. Zu viert wurden sie zu einem kistenartigen Denkmal zusammengestellt und waren in verschiedenen Stilarten (z. B. im Urnesstil) verziert oder mit Runeninschriften und dem irischen Koppel versehen.
Auf Gotland fand man vollständige und beschädigte Exemplare.
- In Ardre, wo auch einer der schönsten Bildsteine gefunden wurden, ist die Grabkiste im Urnesstil dekoriert und wird ins 11. Jahrhundert datiert. Eine Kopfseite zeigt ein Ornament aus Ranken und Schlangen, die andere zwei Figuren oberhalb von Drachen und Ungeheuern. Die deutlichen Farbspuren ermöglichen die Rekonstruktion der Bemalung. Die Runeninschrift lautet: Söhne Liknats […] ein schönes Denkmal für Ailika, die gute Ehefrau, Mutter. […] für sie […] und die, welche das Denkmal machten […] Menschen sehen werden.
- In Barshaldershed wurde ein Kistenfragment gefunden.
- Auf dem Gräberfeld von Ire wurden zwei einfach dekorierte (vermutlich frühe) Steine von Grabkisten gefunden. Neben randständigen Knotenornamenten werden Figuren mit und ohne göttliche Attribute, wie Bogen, Schwert und Speer und ein Hirsch dargestellt.
- Der Kistenstein von Sanda (als Sanda II bezeichnet, da es auch einen Bildstein gibt) steht ganz in der Tradition der gotländischen Bildsteine. Er zeigt eine mythologische Szenenkomposition, am ehesten vergleichbar mit einem Triptychon, und eine Runeninschrift.

### Festland
Die festländischen Kisten sind entweder bankartig oder ebenerdig. Die eigentliche Grabplatte ist mit mehr oder minder monumentalen Steinen an beiden oder an einer Schmalseite versehen, gelegentlich auch ohne eine Stele. Unter den festländischen ragt die Grabkiste von Eskilstuna (schwed. Eskilstunakistorna) in der schwedischen Provinz Södermanlands län und der historischen Provinz Södermanland heraus. Sie hat sehr hohe, stelenartige, rundoval auslaufende Stirnseiten, rechteckige Seitensteine und einen Deckelstein. Alle Seiten sind überaus reich verziert. Im Gebiet von Rekarne, benannt nach einem Fluss, der den Mälaren mit dem Hjälmaren verbindet, sind mehrere Monumente dieser Art aus Kirchen bekannt (Häggesled, Husaby, Skänninge, Vreta kloster), aber nur wenige festländische Grabkisten sind aufwendig verziert (zwei in Husaby).
Die 168 × 60 × 35 cm messende quaderartige Kiste von Hammarby in Uppland trägt eine Runeninschrift, in der Art, wie sie sonst die Runensteine tragen. Nach ihr ließ Kristin diese Kiste für ihren Sohn Alle machen.

## Holzkammergräber
Hölzerne Grabkisten aus dieser Periode sind in Dänemark bisher lediglich zwei Dutzend erkannt worden. In Nordjütland haben sie Zugänge, außerhalb Nordjütlands gibt es sie ohne Zugang. Diese Holzkammergräber der Einzelgrabkultur sind variantenreich und wurden wahrscheinlich vor dem Bau der steinernen Grabkisten und der Nachnutzung von Ganggräbern verwendet. Ein Grundsatz der nordjütischen Form war die Wiederverwendbarkeit und der damit verbundene Übergang von Teilen der Kultur vom namengebenden Einzelgrab zum Kollektivgrab der vorausgegangenen Trichterbecherkultur (TBK), den später die gesamte Kultur vollzog.